# Rue Paul-Duvivier
La rue Paul-Duvivier est une rue située dans le 7e arrondissement de Lyon, face à la rue Garibaldi. Elle va en courbe pour rejoindre la route de Vienne face à la rue du Repos.

## Origine du nom

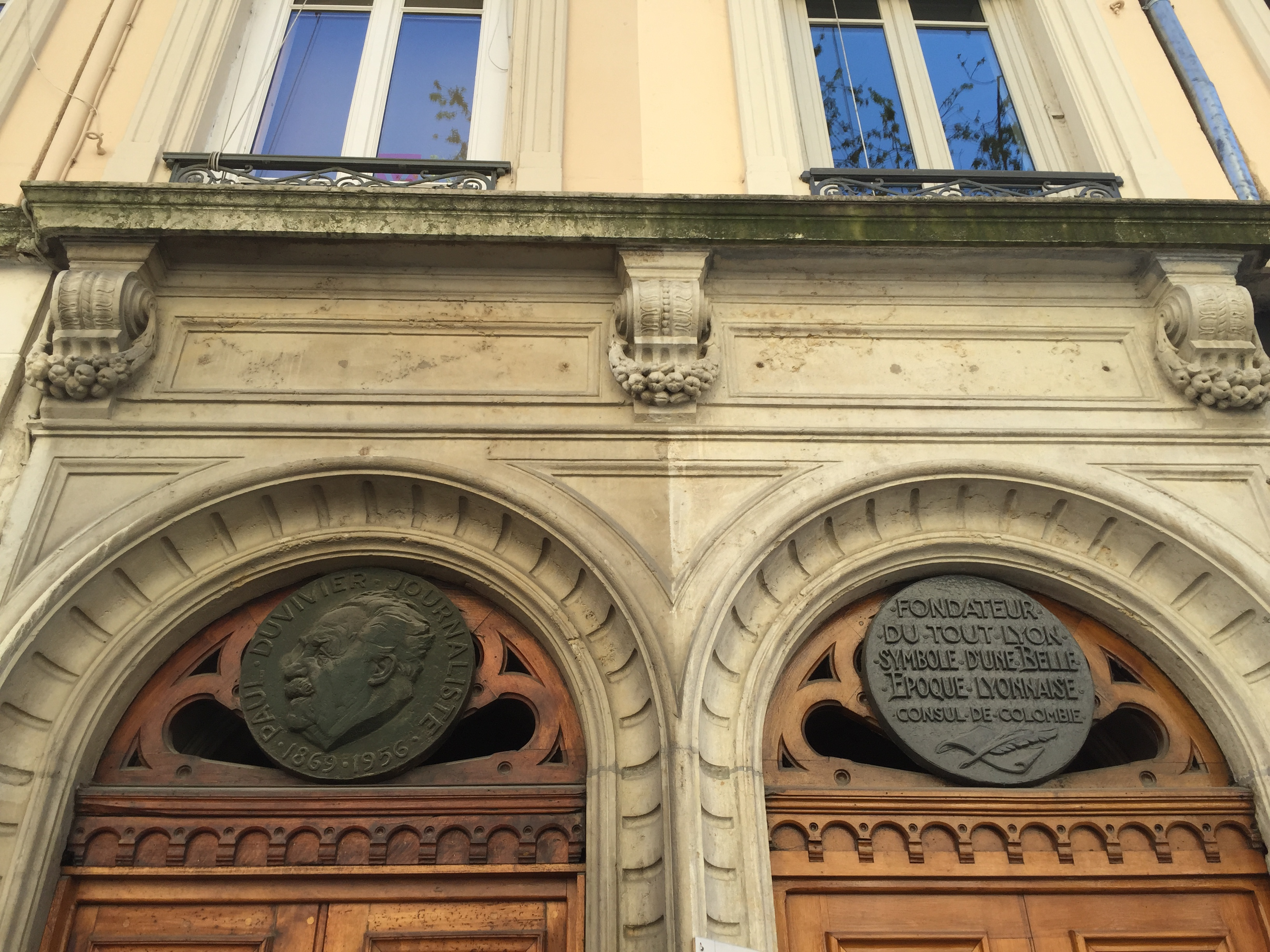
Le journaliste Paul Duvivier honoré par des plaques sur la Rue de la République (Lyon).

La rue porte le nom de Paul Duvivier, journaliste lyonnais né le 19 juillet 1869 à Lyon et décédé le 16 avril 1956.
Grande figure de la presse de Lyon, historiographe et chroniqueur de la vie locale lyonnaise, il a été consul de la Colombie et secrétaire général du corps consulaire.

## Histoire
À l’origine, cette rue portait le nom de rue du Vivier. Son nom actuel a été attribué par délibération du Conseil Municipal le 24 février 1964.

## Description
Cette rue longe la voie du chemin de fer.